# قانون توحيد التعليم
قانون توحيد التعليم هو القانون الذي صدقه المجلس الوطني الكبير في 3 مارس 1924 برقم 430 وينص على ربط كل المؤسسات التعليمية في الدولة بوزارة التعليم الوطني التركية.
اٌعتمد قانون التعليم الأساسي في الجمهورية التركية وشكل أساس لما تلاه من قوانين. كما أنه أحد "القوانين الإنقلابية" التي خضعت للحماية بموجب قانون رقم 174 في دستور 1982. القانون الصادر بسبب الحاجة لتوحيد مؤسسات التعليم لأجل التمكن من تطبيق أسس الحداثة والعلمانية والقومية, والتمكن من تطبيق الإصلاحات في مجال التعليم في تركيا , قد أزال تعدد السلطات في شؤون التعليم في الدولة. صدر بنفس اليوم الذي صدر فيه قانون إلغاء الخلافة وقانون إلغاء وزارة الشرعية والأوقاف.